# 菅野直
菅野 直（かんの なおし、1921年（大正10年）10月13日 - 1945年（昭和20年）8月1日）は、日本の海軍軍人。海兵70期。大東亜戦争における撃墜王。戦死認定による二階級特進で最終階級は海軍中佐。

## 生涯
1921年（大正10年）10月13日、警察署長である父の赴任先で竜口（現北朝鮮平壌近郊）に次男として生まれる。宮城県伊具郡枝野村（現角田市）で育ち、両親の出身もこの近郊である。優等生であった長兄の巌を敬愛し、兄弟喧嘩もなかった。また、厳格な母の代わりに7つ上の姉のかほるを慕い、中学一年（旧制中学校）まで添い寝することもあった。兄や姉には従順であったが、外では明るく喧嘩も強いガキ大将であり、兄がいじめられると敵討ちに向かう強気な一面も持ち合わせていた。七、八歳の時に近所の猛犬と格闘になって最後にナイフで突き殺したこともある。しかしそんなガキ大将の菅野も夜は遅くまで勉学に励み、クラスでは常にトップクラスの成績であったため、周囲はあのガキ大将がいつどこで勉強しているのか不思議に思ったという。
角田中学校に一番の成績で入学。当時の下級生は「やることが奇抜で、我々の想像もつかないことをやった。ケンカをすれば絶対負けなかったし、修身とか素行の点はあまりよくなかったかも知れないが、人気は絶大だった」と語っている。また、同級生は「どちらかというと菅野は軟派（文学男子）であった」と語っている。菅野は中学で、石川啄木に傾倒して短歌を好み、同級生と文学サークルを作るほどの文学少年であった。当時河北新報の文芸欄に投稿した菅野の短歌が入選している。中学4年時、大学（大学予科）受験の勉強に励んでいたが、経済的な事情から「お兄ちゃんは大学に進んだ方がいい。僕は軍人になるから」と言って軍人になることを決意した。
菅野は陸軍士官学校と海軍兵学校を受験するも、陸士は身長不足のため不合格。一方で海兵には合格したため、1938年（昭和13年）12月に第70期生徒として入校（同期に関行男、中津留達雄、角田中学の同級生小島光造らがいる）。1941年11月15日に卒業、少尉候補生として配属艦まで戦艦「榛名」に乗組。配属艦の戦艦「扶桑」に乗組。

### 飛行学生
1942年6月1日に少尉任官、同日第38期飛行学生を拝命した。1943年（昭和18年）2月、飛行学生を卒業し、戦闘機専修として大分海軍航空隊付。延長教育を受ける。教官の岩下邦雄は模擬空戦において訓練生たちの後ろを簡単に取ったが、菅野はぶつかるほどぐいぐい接近し、岩下が危険と判断して動きを緩めた隙に、反対に岩下の後ろを取った。岩下は「菅野とは兵学校でも同じ分隊で、あんまり目立たない男でしたが、大分の空戦訓練で追躡をやっているときは、ぶつかるかと思うくらいグイグイ接近してくる。そのやり方がいかにも乱暴に見えて、その時の印象が強かったせいか、わたしには、何だかひどく乱暴な男のように思えましたね」と語っている。
同期が垂直旋回を訓練中の頃に菅野は、教科書を読んで勝手に宙返りを覚えた。射撃の成績も優秀で、また標的ギリギリまで接近して射撃した。この頃、危険なために着陸禁止になっていた滑走路に着陸し、機体が転覆して大破する事故を起こしたが、咄嗟の判断で転覆する瞬間に頭部を守って脱出し、大怪我もなく無事だった。
飛行学生時の菅野には「菅野デストロイヤー」という渾名がつき、その破天荒ぶりは他の航空隊にまで知られていた。海兵同期の香取穎男によれば、「学生のうちに四、五機は壊している」「九六艦戦を二、三機。ほかに零戦も壊した。いずれも着陸のときで、命取りになる離陸時の事故でないのがいかにも菅野らしい」という。宇佐空の岩井滉三は「菅野デストロイヤーの名が私のところまで伝わってきたことからして、大分では九六練戦を何機も壊したのではないでしょうか」という。菅野は飛行学生時代の写真の裏に「stant（スタント）ハ終ワッタ」と書き残している。
1943年（昭和18年）9月15日厚木空付。1944年（昭和19年）2月第343海軍航空隊（「隼」部隊）分隊長を拝命した。4月、南洋に進出。菅野は24機を率いて木更津からテニアンへ空輸任務を行うが、途中ではぐれて不時着した機体があった。テニアン到着後に報告などを済ませた菅野は単機で捜索に向かった。整備分隊士の小林秀江中尉が他に誰か連れて行くことを勧めたが、列機が気にかかって見張りに集中できない、と答えた。小林は「菅野さんに初めて会ったのは鹿児島基地だったが、もう勝手知ったという感じで大きな顔をしていた」「ロクでもない指揮官も少なくなかったが、菅野さんはまれにみる立派な指揮官だなと思った」という。
部隊はパラオで大型重爆攻撃機を迎撃する日々を送り、その中で菅野は対大型爆撃機戦法を考案した。直上方から大型重爆攻撃機を攻撃する戦法で、前方高度差を1000メートル以上取り、背転し真っ逆さまに垂直で敵編隊に突っ込み死角となる真上から攻める。しかし敵との衝突を避けるために敵機の尾部を通っていると、そこに弾幕を準備されたため、主翼前方を抜けることにした。確かに敵銃座から射撃されない位置ではあるが、彼我機体の衝突の危険が高く、高い反射神経と恐怖に打ち勝つ精神力が求められる攻撃法であった。この方法で列機と共に何機も落とし、菅野の機体の黄色のストライプ模様は米軍パイロット達の間で「イエローファイター」と渾名されて怖れられた。後に菅野からこの戦法を伝授された森岡寛（同期）は「彼の教えてくれた前上方背面垂直攻撃は、302空でも訓練を重ねて、昭和19年11月から始まったB29の邀撃戦に威力を発揮することになった」と語っている。

### 二〇一空
1944年（昭和19年）7月10日343空解隊、第201海軍航空隊戦闘306飛行隊の分隊長に着任。
ダバオで部下の笠井智一らが憲兵隊長と喧嘩をして、201空に当事者の身柄引き渡し要求があったが、菅野は「そんな奴は知らない。部下は渡さない」と追い返した。要求は再三続いたが、201空からヤップ島派遣隊を出す際に菅野とともにその当事者らも編入された。7月10日から23日までヤップ島でアメリカ陸軍航空軍爆撃機B-24迎撃任務に従事。派遣隊は撃墜17機（不確実9）撃破46機の戦果を上げて一航艦司令長官から表彰を受ける。この戦闘で菅野は、零戦に搭乗し、B-24の垂直尾翼に乗機の主翼を引っ掛けて吹き飛ばし、撃墜。また、一度に2機のB-24を撃墜した。対大型重爆攻撃機の戦法が用いられ効果を発揮した。松尾哲夫一飛曹、富田隆治一飛曹がB-29に体当たりして戦死し、菅野の進言もあり、1945年（昭和20年）2月1日、両隊員の二階級特進が認められた。
フィリピンで機銃弾を受けた際、麻酔なしで大腿部からの摘出手術を受けると希望して、痛みで途中一時中止したが、瞑想して気合を入れると、摘出して縫合を終えるまで表情を変えず一言も発しなかった。
10月、菅野の戦地勤務が長いため内地に一度戻す意味もあり、201空が受領する零戦52型のテストのため、部下の杉田庄一らとともに群馬県太田市の中島飛行機小泉製作所への出向命令が下る。菅野は大きな戦いに間に合わないかもしれないと抗議したが、認められなかった。受領した零戦をフィリピンへ持ち帰る際、間違えて別の基地に着陸し、そこの司令に叱責された為、菅野はエンジンを全開にしてプロペラの風圧で指揮所のテントを吹き飛ばし去って行った。
1944年（昭和19年）10月25日、菅野と海兵同期の関行男大尉が神風特別攻撃隊指揮官兼「敷島隊」隊長として特攻。201空副長玉井浅一中佐は、その指揮官の選考の際に｢菅野がいればな･･･｣とつぶやいたという。菅野は関の特攻を聞くと｢自分がいれば、関のところをとるんだったんだがなあ…｣と寂しげに呟いた。また再三特攻に志願したが、技量の高さから直掩に必要なため、認められなかった。
1944年10月27日、第2神風特攻隊「忠勇隊」の直掩任務に志願する。戦果を報告した際、201空飛行長中島正から｢戦果が大きすぎる、何か勘違いしていないか、レイテへ行って本当に体当たりをしたのか、本当に目撃したのか｣など言われ、その発言に菅野は憤って腰の拳銃で床に発砲した。笠井智一らもあの言いぐさはないと憤ったという。菅野自身の右足親指を銃弾がかすめたが、発砲は暴発の扱いで済んだ。菅野は特攻機の直掩・戦果確認を務める際はわれわれも特攻精神でいくと話し、直掩機の落下傘装備を禁止した。搭乗員宿舎で酒を飲み特攻の憂さを晴らしていると、司令部から「やかましい」と苦情が来たが、菅野は「明日の命も分からない搭乗員に何を言う」と怒鳴り、黙らせた。
1944年11月、セブに飛行機を空輸して帰る際、部下から特攻隊員を出すように要求されたが、拒否して部下を出すくらいなら自分がいくと主張した。セブ島の現地部隊に零戦を取られたため、中攻でマニラへ帰還することになるが、P-38に襲われ「もう駄目です、皆さん、諦めてください」と中攻操縦士が告げると、菅野が「どけ、俺がやる」と経験のない中攻操縦を交代して敵機の追撃を振り切りルバング島へ不時着、脱出直後、中攻は爆破された。ルバング島で救援が到着するまでの数日間、原住民に対して「俺は日本のプリンス菅野だ」と名乗り原住民の敬愛を集め、島の王様の様に過ごした。
次の任地が決まった菅野ら17名に対し、玉井浅一司令が特攻の招集をかけた。菅野は「移動が決まったんだ。もう行く必要はない」と引き留め、輸送機の手配を進めてフィリピンを出発した。第252海軍航空隊に編入され、特攻兵器「桜花」の直掩任務につく予定だったが、桜花を搬送していた輸送船が沈没したこともあり中止になった。

### 剣部隊

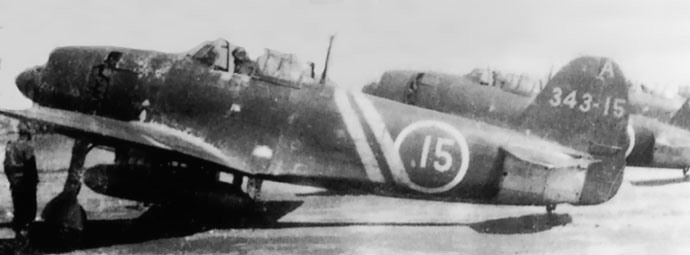
343空時代の菅野の愛機、A15号機

1944年12月第343海軍航空隊（通称・｢剣｣部隊）の戦闘301飛行隊（新選組）隊長に着任。剣部隊という名称は、菅野と八木隆次の案が公募で選出された。菅野は景品の万年筆を加藤種男に譲っている。菅野は自分の紫電改に敵をひきつけるため黄色のストライプ模様を描いた。他の隊長もそれに倣った。菅野は常に最前線で戦い、危ういところへ参入し列機を逃がす間、自身は最後までそこへとどまり、空戦では故障機に乗った部下をかばいながら戦うこともあった。部下の笠井智一が怪我をした際には弟に対するように気遣い、怪我が治るまで復帰を認めなかった。
源田実司令によれば、菅野は勇猛果敢で戦術眼もあり、戦闘技量も抜群で、三四三空を編成する時に真っ先に頭に浮かんだ人物であり、他の飛行隊長である鴛淵孝や林喜重と兄弟のように仲が良く、菅野は林と我慢比べをしてB-29の空襲下で退避せずに談笑していたこともあったという。副長の中島正中佐は、知将の鴛淵、仁将の林、猛将の菅野と評する。品川淳大尉（343空整備分隊長）は「最初に会った印象は傲岸不遜な男といった感じで、後から来た戦闘七〇一飛行隊長の鴛淵大尉や戦闘四〇七飛行隊長の林喜重大尉がきわめて紳士的だったのに対し、菅野は気に入らなければ、上級者といえども上級者とみなさないというようなところがあり、その意味では異色の存在だった」と語っている。二番機も務めた田中弘中尉は「頭も腕もいい、短気な面があるがさっぱりしている」と評する。田村恒春は「闘志だけでなく緻密。空戦がうまく気風もよくて遊びも豪快」と評する。桜井栄一郎上飛曹は「気さくで階級にこだわらない人」と語っている。宮崎勇は菅野を剣部隊の3人の隊長の中で一番若く、やんちゃで豪気であったと評している。笠井智一によれば、菅野は敵を発見すると、電話で「こちら菅野一番敵機発見！」と知らせたとたん、突っ込んでいくので二番機は苦労しただろうが、勇猛果敢、猪突猛進が真骨頂で、こんな隊長は他にいなかったという。ところが部下には優しい人で、笠井は殴られたことも怒られたこともないという。
菅野は司令である源田実大佐に心服しており、小島光造（中学・海兵同期）は「菅野には既存の秩序に逆らってそれを打ち破ろうとしていたようなところがあった。だから規則にうるさい上司だったら、菅野は秩序を乱す不届き者として見られ、彼自身くさってしまったかもしれない。源田さんはその辺を見抜き、とにかく戦闘に勝ってくれればよしとして細かいことは一切言わなかった。菅野もそうした源田さんの知遇に応えて、戦闘では抜群の働きをした」と語っている。源田も菅野を失った時は弟を失ったように感じたという。
菅野と隊員らが海軍クラブで騒いでいるとやかましいと何度も文句を言ってくる者がいるので、菅野は「何がやかましい」と襖を開けると少将と何人かの佐官参謀がいた。他の者が青ざめる中、菅野はテーブルの料理を蹴飛ばしその上に座り込んだ。少将が「もういいだろ、帰れよ」とたしなめたので帰ったが、翌日その少将が基地で源田司令と談笑しており、源田は菅野らを見ると「お前ら昨日は元気が良かったそうじゃの」と声をかけただけでその件は問題にならなかった。また、菅野が宮崎勇を連れ無断外出をして温泉へ行った際、源田司令と温泉ではち合わせたことがあった。無断外出は明らかな違反行為で小さくなった2人に対し、司令は「温泉はいいのう、気をつけて帰れよ」と声をかけ咎めることもなく、菅野は「さすがオヤジ（源田の愛称）だ」と感心した様子だったという。
343空隊員と親しい今井琴子夫人によれば、菅野は「俺にカアちゃん（嫁）を見つけてくれよ」「ゆっくり落ち着ける家庭がほしいな」と言っていたことがあるという。相手はいくらでも見つかったが、菅野には自分がいつ死ぬか分からないので、残す妻を作るわけにもいかないという気持ちもあり葛藤しているようであったという。
剣部隊で源田の薫陶を受けた菅野は「特攻へは行かない」と話すようになり、フィリピンで特攻を指揮していた中島正が副長に着任した際、343空も特攻に使われるのかと不安が漂ったが、菅野が源田司令に働きかけて中島を早々に転任させた。
3月19日、343空の初陣である九州沖航空戦（松山上空戦）で、敵機1機を撃墜直後に自身も撃墜され、顔にやけどを負い落下傘降下して電線に引っ掛かり助かるが、敵と間違われて殺気立った地元民に囲まれてしまい、身に着けていた千人針入りの日の丸の布を見せてようやく誤解が解けた。
4月15日、菅野の部下である杉田庄一が戦死。杉田は戦歴の上では菅野よりも先輩であったが、彼の将器に対して深い敬意を払っており、菅野の悪口を言うものがいれば殴りかかった。杉田が戦死した時、菅野は誰が見ても分かるほど落ち込んでいた。源田司令は菅野に杉田に劣らない僚機を迎えると約束したが、難航して菅野も気を遣い「もういいですよ」と言ったが、司令はそれでは菅野も近く死んでしまうと感じ、武藤金義が編入されることになった。武藤は司令に「私が来たからには隊長は死なせません」と約束して守ったが、7月24日武藤も戦死した。
大型爆撃機 B-29の迎撃任務にあっては菅野の考案した対大型爆撃機の戦法で部下と共に多数を撃墜、敵から恐れられた。しかし、その高い危険性から鴛淵大尉、林大尉からは賛意を得られず、林大尉と口論になった。そしてこのやりとりがあった翌日の4月21日に林は戦死。その報に接した菅野は「あんなことを言わなければ･･･」と後悔したという。

#### 最後の戦闘
1945年（昭和20年）8月1日九州に向けて北上中のB-24爆撃機編隊迎撃のため、隊長・菅野以下紫電改20数機は大村基地を出撃した。屋久島近くに達すると島の西方にB-24の一団を発見し敵上方より急降下に入った。菅野はこの日、愛機の「343-A-15」号機ではなく「343-A-01」号機での出撃であった。
この戦闘で菅野から戦闘第301飛行隊所属で彼の二番機・堀光雄飛曹長の無線に「ワレ、機銃筒内爆発ス。ワレ、菅野一番」と入電が入った。これを聞いた堀が翼を傾け右下方を覗くと、自機のはるか下方を水平に飛ぶ菅野機を発見し即座に近づいたところ、左翼日の丸の右脇に大きな破孔を発見した。堀はすぐさま戦闘を中止、二番機としての任務に則り菅野機の護衛に回ったが、菅野は敵の攻撃に向かうように再三指示した。堀がそれでも護衛から離れないので菅野は拳を突き付けて見せ、堀はやむなく戦闘空域に戻った。堀はその瞬間にそれまで怒りの形相であった菅野の表情が和らいだのを見たという。菅野から「空戦ヤメアツマレ」と入電があったため、堀は菅野がいると思われる空域へ向かうが、菅野機は空のどこにも見つからなかった。燃料の続く限りの捜索、海軍基地、陸軍飛行場にも菅野の行方を探ったが見つかることはなかった。この日の戦闘で菅野機を含む3機が未帰還となった。
なお、同日のアメリカ軍の戦闘記録によると当のB-24の一団は敵機撃墜0と報告。しかし近隣空域にてP-51の一団が「四式戦「疾風」と空戦し4機撃墜」の報告をしている一方で、陸軍には同空域での「疾風」戦闘記録がないため、機体と戦果の誤認からこれは343空のこの戦闘とも考えられる。志賀淑雄の8月10日付見認証書には菅野の戦死を「1015 高度6千メートル優位より6機のP51の奇襲を受け壮烈なる戦死を遂げたり」と記載されている。しかし、最後に菅野を見た堀光雄はP-51を見ていない。菅野は被撃墜なのか自爆なのかなどは、戦後も不明のままである。
菅野は行方不明のまま終戦を迎えたが、9月20日、源田司令は菅野を空戦での戦死として二階級特進を具申し、8月1日の戦死と正式に認定され中佐に昇進した。総撃墜数は、南方戦線において個人撃墜破30機、343空において個人撃墜18機・協同撃墜24機を記録、計72機撃墜を全軍布告された。戒名は「隆忠院功誉義剛大居士」。
遺品として存命中に愛用していた財布が靖国神社の遊就館に展示されている。菅野の遺言で残したものはほぼ焼却されたが中学3年3学期から海兵合格まで（1937年1月1日-1938年11月9日）の日記が残っている。1938年（昭和13年）9月14日「ナポレオンが僕の興味を沸き立たせないのは、彼はもののあわれを知らない唯物論者であるからだ」など早熟な感性からの視点がうかがえる。
中学時代の友人は、戦後、菅野の活躍を聞くと彼らしいと思う反面、その通りだがもっと別の、早熟な文学少年としての本来の志は文学にあったように思う、中学時代に彼が熱く語った石川啄木に重なると語る。また、軍で再会した菅野は酒に強く態度が荒く、中学時代とのギャップに驚いたという者もいる。中学の級友への手紙には「君のように大学で研究に没頭できる生活が羨ましい、戦争が終わったら俺もそういう静かな生活を送りたい」と書いている。